# 尼蒙斯 (阿肯色州)
尼蒙斯（英語：Nimmons）是一個位於美國阿肯色州克萊縣的市鎮。

## 地理
尼蒙斯的座標為36°18′19″N 90°05′46″W / 36.30528°N 90.09611°W，而該地的平均海拔高度為82米（即269英尺）。

## 人口
根據2020年美國人口普查的數據，尼蒙斯的面積為0.65平方千米，當中陸地面積為0.65平方千米，而水域面積為0.00平方千米。當地共有人口69人，而人口密度為每平方千米106人。